# 栄光の野郎ども
『栄光の野郎ども』（えいこうのやろうども、The Glory Guys）は、1965年に公開されたアメリカ合衆国の西部劇映画。1956年に出版された小説「The Dice of God」を基に、サム・ペキンパーが脚本を書いている。監督はアーノルド・レイヴェン。出演はトム・トライオンなど。

## キャスト
| 役名           | 俳優                       | 日本語吹替                                 |
| 役名           | 俳優                       | NET版                                      |
| -------------- | -------------------------- | ------------------------------------------ |
| ハーロッド大尉 | トム・トライオン           | 羽佐間道夫                                 |
| ソル           | ハーヴ・プレスネル         | 内海賢二                                   |
| ルー           | センタ・バーガー           | 北浜晴子                                   |
| マーティン     | マイケル・アンダーソン・Jr | 納谷六朗                                   |
| デューガン     | ジェームズ・カーン         | 青野武                                     |
| グレゴリー軍曹 | スリム・ピケンズ           | 雨森雅司                                   |
| マッケイブ将軍 | アンドリュー・ダガン       | 久松保夫                                   |
| ホッジス       | ピーター・ブレック         | 小林修                                     |
| マッケイブ夫人 | ジーン・クーパー           | 来宮良子                                   |
| マーカス       | ロバート・マックィニー     | 大木民夫                                   |
| 不明 その他    | N/A                        | 緑川稔 石森達幸 田中康郎 杉田俊也 加藤精三 |
| 日本語スタッフ |                            |                                            |
| 演出           |                            |                                            |
| 翻訳           |                            |                                            |
| 効果           |                            |                                            |
| 調整           |                            |                                            |
| 制作           | 制作                       | 東北新社                                   |
| 解説           | 解説                       | 淀川長治                                   |
| 初回放送       | 初回放送                   | 1971年1月31日 『日曜洋画劇場』             |